# Commissione Malfatti
La Commissione Malfatti è stata una Commissione europea in carica dal 1º luglio 1970 al 21 marzo 1972.

## Presidente
- Franco Maria Malfatti ( Italia) — DC (Gruppo Democratico Cristiano)

Nel marzo 1972 si dimise per partecipare alle Elezioni politiche italiane.

## Composizione politica
- Sinistra / Socialisti: 3 membri
- Democratici Cristiani: 2 membri
- Liberali: 3 membri
- Indipendenti: 1 membro

## Componenti della Commissione
Legenda:   [     ] Sinistra/Socialisti - [     ] Democratici Cristiani - [     ] Liberali - 
| Commissario           | Nazionalità    | Incarico       | Competenze                                                                           | Partito europeo              | Partito nazionale     |
| --------------------- | -------------- | -------------- | ------------------------------------------------------------------------------------ | ---------------------------- | --------------------- |
| Franco Maria Malfatti | Italia         | Presidente     |                                                                                      | Gruppo Democratico Cristiano | DC                    |
| Wilhelm Haferkamp     | Germania Ovest | Vicepresidente | Servizi, Mercato interno ed Energia                                                  | Gruppo Socialista            | SPD                   |
| Sicco Mansholt        | Paesi Bassi    | Vicepresidente | Agricoltura                                                                          | Gruppo Socialista            | PvdA                  |
| Raymond Barre         | Francia        | Commissario    | Affari Economici e finanziari                                                        | Liberali e apparentati       | indipendente          |
| Jean-François Deniau  | Francia        | Commissario    | Relazioni esterne                                                                    | Liberali e apparentati       | RI                    |
| Albert Borschette     | Lussemburgo    | Commissario    | Concorrenza e Politiche regionali                                                    | indipendente                 | indipendente          |
| Altiero Spinelli      | Italia         | Commissario    | Industria e commercio                                                                | Non Iscritti                 | Sinistra Indipendente |
| Albert Coppé          | Belgio         | Commissario    | Trasporti, affari sociali e pari opportunità, il bilancio e programmazione economica | Gruppo Democratico Cristiano | CVP                   |
| Ralf Dahrendorf       | Germania Ovest | Commissario    | Commercio estero                                                                     | Liberali e Apparentati       | FDP                   |